# Zbojné
Zbojné (węg. Bajna) – wieś (obec) na Słowacji, w kraju preszowskim, w powiecie Medzilaborce. Miejscowość położona jest w historycznym kraju Zemplin. Lokowana w roku 1463.